# Leonardo (superordinador)
Leonardo és un superordinador a petaescala situat al centre de dades CINECA de Bolonya, Itàlia. El sistema consta d'un ordinador Atos BullSequana XH2000, amb prop de 14.000 GPU Nvidia Ampere i 200 Connectivitat Gbit/s Nvidia Mellanox HDR InfiniBand. Inaugurat el novembre de 2022, Leonardo és capaç de 250 petaflops (250 bilions d'operacions per segon), el que el converteix en un dels cinc superordinadors més ràpids del món. Va debutar al TOP500 el novembre de 2022 ocupant-se en quart lloc al món i segon a Europa.

## Arquitectura
El sistema es construeix com tres "mòduls" separats. El primer, conegut com a "mòdul de reforç", consta de 13.824 GPU Nvidia A100, agrupades quatre per node, per un total de 3.456 nodes. Aquest mòdul tindrà una capacitat de 240,50 petaflops LINPACK i s'espera que estigui en línia a la tardor de 2022. El segon mòdul, anomenat "mòdul centrat en dades", està format per 1.536 CPU Intel Sapphire Rapids, i serà capaç de 8,97 petaflops LINPACK. Aquests dos mòduls informàtics es complementaran amb un "mòdul front-end i servei" i recolzats per dos sistemes d'emmagatzematge; 5 PB d'emmagatzematge d'IOPS elevat amb ample de banda d'1TB/s i 100 PB d'emmagatzematge d'alta capacitat amb ample de banda de 500 GB/s. Els components estaran units per una Interconnexió InfiniBand ed 200Gbit/s.

### Mòdul de reforç
Els 3.456 nodes individuals que formen el "mòdul de reforç" són servidors blade BullSequana X2135 "Da Vinci" personalitzats, cadascun compost per:
- 1 CPU Intel Xeon 8358, amb 32 nuclis que funcionen a 2.6 GHz
- 512 GB RAM DDR4 3200 MHz
- 4 GPU personalitzades NVidia Ampere, 64 GB HBM2
- 2 adaptadors de xarxa NVidia HDR InfiniBand, cadascun amb dos Ports 100 Gbit/s

S'espera que cada node proporcioni un màxim de 89,4 TFLOP.

### Mòdul centrat en dades
El "mòdul centrat en dades" consta de 1536 nodes, cadascun d'ells format per una fulla de càlcul BullSequana X2610 amb:
- 2 CPU Intel Sapphire Rapids, amb 56 nuclis
- 512 GB RAM DDR5 4800 MHz
- 1 adaptador de xarxa NVidia HDR InfiniBand, amb un Port 100 Gbit/s
- 8 Emmagatzematge TB NVM

### Mòdul de front-end i servei
Aquest mòdul s'encarrega de la gestió de l'inici de sessió, la visualització i el servei i gestió del sistema. Consta de 16 nodes, cadascun amb:
- 2 CPU Ice Lake, amb 32 nuclis
- 512 GB de RAM
- 1 adaptador de xarxa NVidia HDR InfiniBand, amb dos Ports 100 Gbit/s
- Emmagatzematge en disc de 6 TB en configuració RAID-1

16 nodes addicionals també estan equipats amb:
- 2x NVidia Quadro RTX8000 48 GB (per a visualitzacions)
- Matriu de discs 6.4TB NVMe

### Emmagatzematge
Leonardo tindrà accés a dos nivells d'emmagatzematge:
- Un nivell "ràpid" basat en aparells 31x DDN Exascaler ES400NVX2, cadascun amb 24x SSD NVMe 7,68TB
- Un nivell de "capacitat" basat en aparells 31x DDN EXAScaler SFA799X, amb 82x 18 TB HDD SAS 7200 rpm i dues expansions JBOD per dispositiu, cadascuna amb 82x 18 TB HDD SAS 7200 rpm